# Nippon Television

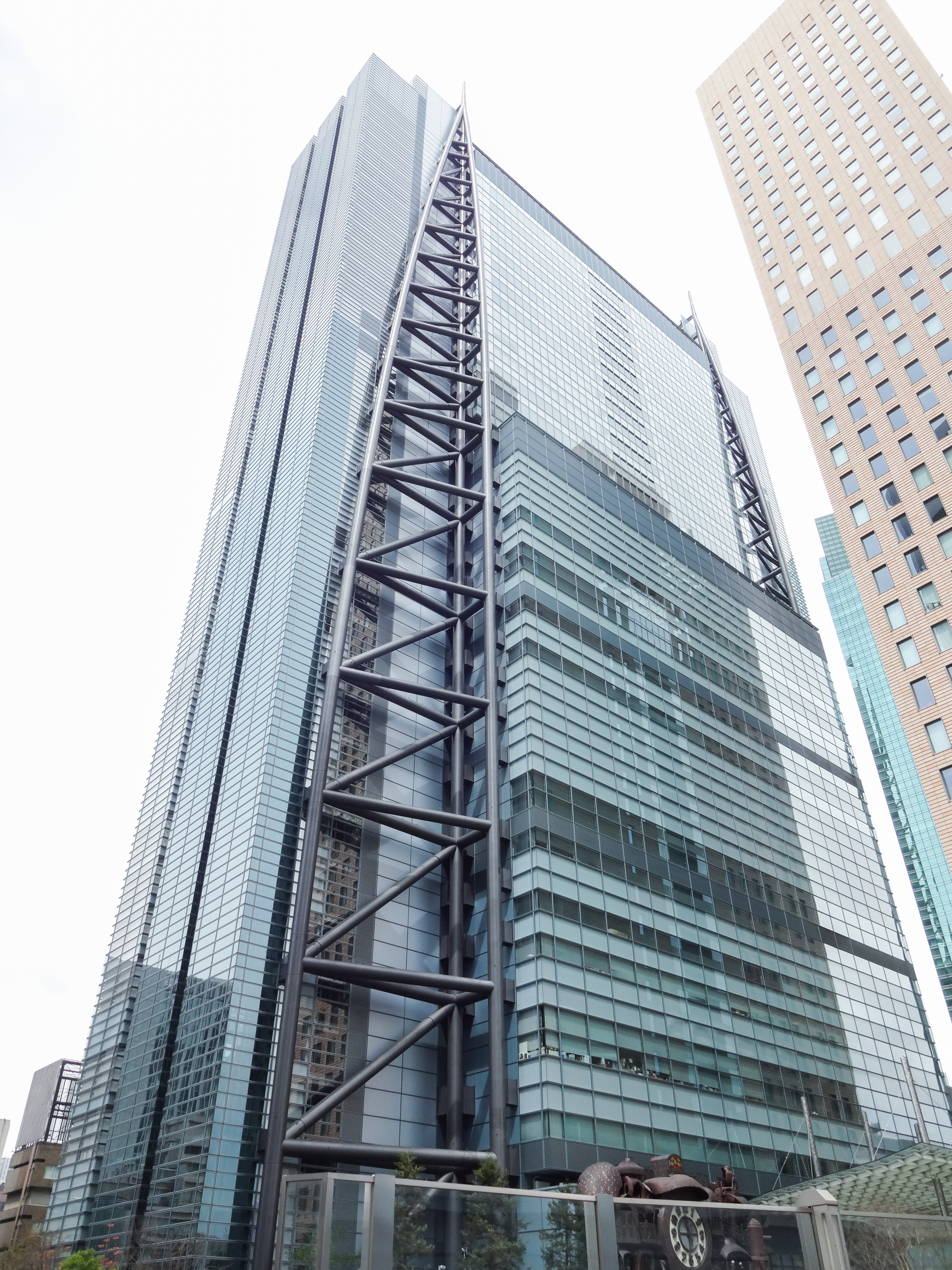
Il quartier generale della Nippon Television a Minato-ku, Tokyo, Giappone.

La Società per azioni emittente Nippon Television (日本テレビ放送網株式会社?, Nihon Terebi Hōsōmō Kabushiki-gaisha) è una emittente televisiva privata avente sede a Shiodome, nel distretto di Shimbashi, all'interno del quartiere speciale di Minato a Tokyo. È l'emittente di punta della Nippon Television Network System, una controllata della Nippon Television Network Corporation che è una sussidiaria dell'azienda radiotelevisiva Nippon Television Holdings Inc., a sua volta sussidiaria ella della Yomiuri Shimbun Holdings, gruppo di proprietà della società editrice dell'omonimo quotidiano. È conosciuta anche col nome di Nihon TV (日本テレビ?, Nihon Terebi), abbreviata talvolta in Nittele (日テレ?, Nittere), o "NTV".

## Storia
Il 28 agosto 1953, Nippon TV ha cominciato la sua messa in onda televisiva come prima emittente commerciale, ed il 10 settembre 1960 ha cominciato a trasmettere a colori. Il 1º aprile 1966, la Nippon TV creò la Nippon News Network (NNN), e la Nippon Television Network System (NNS) nel 1973. Nel 1985, la Nippon TV completò uno studio a New York. Nel luglio del 2003, il logo della Nippon TV (日本テレビ) venne abbreviato a Nittele (日テレ). Il 29 febbraio 2004, il quartier generale venne portato da Kojimachi a Shiodome.

## Trasmissioni

### Drama
- Nobuta wo Produce (野ブタ。をプロデュース?) (2005)
- Gokusen (ごくせん?) (2002/2005)
- 14 sai no haha (14才の母?) (2006)

### Anime
- Maho no tenshi Creamy Mami (1983/84)
- Detective Conan
- Death Note
- Hajime no Ippo
- Hunter × Hunter (2011)
- Inuyasha
- Mr Digital Tokoro

### Varietà
- Gaki no Tsukai